# Nam Mi-jung
Nam Mi-jung (en hangul, 남미정; nacida en Sobo-myeon, Gunwi-gun, el 8 de octubre de 1968) es una actriz y directora de teatro surcoreana.

## Carrera
Nam se especializó en literatura alemana en la Universidad Nacional de Pusan. Mientras trabajaba en Seúl, ingresó en la escuela de posgrado en la Universidad Chung-Ang y se especializó en teatro.
Comenzó su carrera como actriz de teatro, en el Grupo de Investigación de Artes Teatrales de la Universidad Nacional de Pusan en 1986. Se unió al Yeonhui Dan Street Troupe en 1988. En 1989 interpretó el papel de una madre anciana en la obra Ogu, a pesar de su corta edad. La obra fue un éxito de taquilla, con más de tres millones de espectadores acumulados en 2015 entre las sucesivas reposiciones, y ha acompañado la vida de la actriz a lo largo de decenios. A partir de entonces ha actuado en el escenario más de ochocientas veces, y también ha dirigido numerosas obras, tanto dramáticas como musicales.
Solo en los años diez del siglo XXI Nam dio el salto al cine y la televisión, pero siempre como actriz de reparto y manteniendo como actividad principal los escenarios. En televisión los papeles que han tenido mayor desarrollo son los de la señora Park en Chip In, Byun Mi-ja en Woori the Virgin y Bong Mal-daek en Knight Flower.
En 2011 se fue a vivir a Daegu, donde empezó a dirigir una obra de teatro o un musical al año. Uno de los motivos que la llevaron a Daegu fue que esta ciudad es un campo de pruebas para los musicales, y que los productores de Seúl prestan atención a la acogida que tienen allí antes de llevarlos a la capital.

## Filmografía

### Cine
| Año  | Título            | Hangul               | Papel                     | Ref.        |
| ---- | ----------------- | -------------------- | ------------------------- | ----------- |
| 2014 | Futureless Things | 이것이 우리의 끝이다 | Dama Yakult               |             |
| 2016 | Night Song        | 삼례                 | Madre de Seung Woo        |             |
| 2022 | Men of Plastic    | 압꾸정               | Min Gi-cheon              | [ 7 ]       |
| 2023 | Dream Palace      | 드림팰리스           | Inquilina de mediana edad |             |
| 2024 | A Good Boy        | 양치기               |                           | [ 8 ] [ 9 ] |

### Series de televisión
| Año  | Título                       | Papel                         | Canal       | Notas             | Ref.          |
| ---- | ---------------------------- | ----------------------------- | ----------- | ----------------- | ------------- |
| 2015 | Reply 1988                   | Adivina                       | tvN         |                   |               |
| 2020 | Chip In                      | Park Jin-soo                  | MBC         |                   | [ 10 ] [ 11 ] |
| 2021 | Beyond Evil                  | Señora del mercado de pescado | JTBC        | Episodio 10       |               |
| 2021 | You Are My Spring            | Chamana                       | tvN         |                   |               |
| 2021 | Happiness                    | Lee Deok-soon                 | tvN         |                   | [ 12 ]        |
| 2021 | Secret Royal Inspector & Joy | Jang Pat-sun                  | tvN         | Episodios 1-3 y 7 | [ 13 ] [ 14 ] |
| 2021 | Snowdrop                     | Oh Deok-shim                  | JTBC        |                   | [ 15 ]        |
| 2022 | Military Prosecutor Doberman | Ms. Paeng                     | tvN         | Episodios 4 y 6   |               |
| 2022 | Work Later, Drink Now 2      | Señora del restaurante Tamra  |             |                   |               |
| 2022 | Woori the Virgin             | Byun Mi-ja                    | SBS         |                   | [ 6 ]         |
| 2023 | La buena mala madre          | Madre de Sun-young            | JTBC        |                   |               |
| 2023 | Mi chico es Cupido           | Ham Yeon-ja                   | Prime Video | Serie web         |               |
| 2024 | Knight Flower                | Bong Mal-daek                 | MBC         |                   | [ 16 ] [ 17 ] |

## Teatro
| Año  | Título                 | Papel       | Notas                                                                                        | Ref.          |
| ---- | ---------------------- | ----------- | -------------------------------------------------------------------------------------------- | ------------- |
| 1989 | Ogu                    | Anciana     | Con múltiples reposiciones tanto en Corea como en festivales de teatro en Japón y Alemania   | [ 18 ] [ 19 ] |
| 2003 | Las criadas            |             | Pequeño Teatro Gamagol, del 7 al 23 de febrero                                               | [ 20 ]        |
| 2011 | A Cheerful Ghost       | Sra. Arkati | Protagonista. Teatro de Artes de Daehakro, 14 al 23 de enero                                 | [ 21 ] [ 22 ] |
| 2013 | Your Hand              | Su-hyeon    | Daehakro, del 21 de noviembre al 8 de diciembre                                              | [ 23 ] [ 24 ] |
| 2015 | First and Last         | —           | Musical. Directora. Art Plus Theatre Hall 2, Daegu                                           | [ 3 ]         |
| 2015 | Miss Korea             | —           | Musical. Directora. Desde diciembre.                                                         | [ 1 ]         |
| 2016 | The Great Play         | Anciana     | Doosan Art Center Space111, 3-29 de diciembre                                                | [ 25 ]        |
| 2018 | Tears of Malmo         |             | Compañía Nacional de Teatro. Desde el 8 de marzo                                             | [ 26 ]        |
| 2019 | Monster Living at Home |             | Obra invitada al 40.º Festival de Teatro de Seúl, Teatro de Artes de Daehakro, 17-26 de mayo | [ 27 ]        |

## Premios y nominaciones
| Año  | Premios                                              | Categoría                | Papel            | Resultado | Notas                           | Ref.          |
| ---- | ---------------------------------------------------- | ------------------------ | ---------------- | --------- | ------------------------------- | ------------- |
| 2004 | 40.º Premio de Teatro Dong-A a la Actuación Femenina | Mejor actriz revelación  |                  | Ganadora  |                                 | [ 2 ]         |
| 2004 | 40.º Premio de Teatro Nuevo Concepto                 | Mejor actriz             |                  | Ganadora  |                                 | [ 28 ]        |
| 2006 | 27.º Festival de Teatro de Seúl                      | Gran Premio              | Beautiful Man    | Ganadora  | Premiada la compañía Yeonheedan | [ 29 ]        |
| 2006 | 27.º Festival de Teatro de Seúl                      | Mejor director           | Beautiful Man    | Ganadora  |                                 | [ 29 ]        |
| 2022 | SBS Drama Awards                                     | Premio Ladrón de escenas | Woori the Virgin | Ganadora  |                                 | [ 30 ] [ 31 ] |